# Rhombodera titania
Rhombodera titania es una especie de mantis del género Rhombodera.